# 53137 Gabytutty
53137 Gabytutty è un asteroide della fascia principale. Scoperto nel 1999, presenta un'orbita caratterizzata da un semiasse maggiore pari a 2,692797 UA e da un'eccentricità di 0,197061, inclinata di 4,148453° rispetto all'eclittica. Ha un diametro di 4,896 km.